# Helga Mausch
Helga Mausch (* 26. September 1945 in Neuberend) ist eine ehemalige deutsche FDGB-Funktionärin.

## Leben
Die Tochter eines Elektrikers besuchte von 1952 bis 1964 die Grund- und Oberschule in Cottbus mit Abitur und absolvierte von 1964 bis 1966 eine Ausbildung zur Industriekauffrau an der Handelshochschule Leipzig. Von 1966 bis 1970 studierte sie Wirtschaftswissenschaften mit dem Abschluss als Diplom-Ökonomin. Von 1966 bis 2001 arbeitete sie als Revisorin im Bereich Hauptbuchhalter im VEB Braunkohlenwerk Cottbus. Sie war Mitglied des FDGB (IG Bergbau) und ab 1971 Mitglied der Blockpartei National-Demokratischen Partei Deutschlands (NDPD). Sie war von 1979 bis 1989 mit dem Mandat der NDPD Abgeordnete der Stadtverordnetenversammlung Cottbus. Am 1. Februar 1990 wurde sie auf einem außerordentlichen Kongress zur Vorsitzenden des Geschäftsführenden Vorstandes des FDGB gewählt. Nach der Lossagung aller Einzelgewerkschaften vom Dachverband FDGB und der Einsetzung eines dreiköpfigen Sprecherrates am 9. Mai 1990 wurde sie faktisch als Vorsitzende abgelöst, jedoch mit der Vorbereitung des Kongresses beauftragt, der allein über die endgültige Auflösung des FDGB befinden sollte.
Im Jahr 2001 trat sie in den Ruhestand. Sie lebt in Cottbus. 